# Diocesi di Culiacán
La diocesi di Culiacán (in latino Dioecesis Culiacanensis) è una sede della Chiesa cattolica in Messico suffraganea dell'arcidiocesi di Hermosillo. Nel 2023 contava 1.814.167 battezzati su 2.296.414 abitanti. È retta dal vescovo Jesús José Herrera Quiñónez.

## Territorio
La diocesi comprende 11 comuni nella parte settentrionale e centrale dello stato messicano di Sinaloa: Ahome, Angostura, Badiraguato, Choix, Culiacán, El Fuerte, Guasave, Mocorito, Navolato, Salvador Alvarado e Sinaloa.
Sede vescovile è la città di Culiacán, dove si trova la cattedrale di Nostra Signora del Rosario.
Il territorio si estende su una superficie di 40.308 km² ed è suddiviso in 122 parrocchie.

## Storia
La diocesi di Sinaloa fu eretta il 24 maggio 1883 con la bolla Catholicae professionis auctor, ricavandone il territorio dalla diocesi di Sonora (oggi arcidiocesi di Hermosillo). Originariamente era suffraganea dell'arcidiocesi di Durango.
Il 22 novembre 1958 cedette una porzione del suo territorio a vantaggio dell'erezione della diocesi di Mazatlán.
Il 16 febbraio 1959 ha assunto il nome attuale in forza del decreto Quum Apostolicis della Congregazione Concistoriale e il 25 novembre 2006 è entrata a far parte della provincia ecclesiastica di Hermosillo.
Il 9 gennaio 1991, con la lettera apostolica Magnopere quidem, papa Giovanni Paolo II ha confermato san Giuseppe patrono della diocesi.

## Cronotassi dei vescovi
Si omettono i periodi di sede vacante non superiori ai 2 anni o non storicamente accertati.
- José de Jesús María Uriarte y Pérez † (9 agosto 1883 - 26 maggio 1887 deceduto)
- José María de Jesús Portugal y Serratos, O.F.M. † (1º ottobre 1888 - 28 novembre 1898 nominato vescovo di Saltillo)
- José Homobono Anaya y Gutiérrez † (28 novembre 1898 - 9 novembre 1902 nominato vescovo di Chilapa)
- Francisco Uranga y Sáenz † (25 giugno 1903 - 18 dicembre 1919 nominato vescovo ausiliare di Guadalajara[4])
- Silviano Carrillo Cárdenas † (30 luglio 1920 - 10 settembre 1921 deceduto)
- Agustín Aguirre y Ramos † (23 giugno 1922 - 7 maggio 1942 deceduto)
- Lino Aguirre García † (22 gennaio 1944 - 20 agosto 1969 ritirato[5])
- Luis Rojas Mena † (20 agosto 1969 - 4 ottobre 1993 ritirato)
- Benjamín Jiménez Hernández † (4 ottobre 1993 - 18 marzo 2011 dimesso)
- Jonás Guerrero Corona (18 marzo 2011 - 21 settembre 2023 ritirato)
- Jesús José Herrera Quiñónez, dal 21 settembre 2023

## Statistiche
La diocesi nel 2023 su una popolazione di 2.296.414 persone contava 1.814.167 battezzati, corrispondenti al 79,0% del totale.
| anno | popolazione | popolazione | popolazione | presbiteri | presbiteri | presbiteri | presbiteri                | diaconi | religiosi | religiosi | parrocchie |
| anno | battezzati  | totale      | %           | numero     | secolari   | regolari   | battezzati per presbitero | diaconi | uomini    | donne     | parrocchie |
| ---- | ----------- | ----------- | ----------- | ---------- | ---------- | ---------- | ------------------------- | ------- | --------- | --------- | ---------- |
| 1950 | 544,500     | ?           | ?           | 48         | 45         | 3          | 11.343                    |         | 3         | 184       | 25         |
| 1965 | 584.769     | 601.725     | 97,2        | 57         | 25         | 32         | 10.259                    |         | 3         | 296       | 88         |
| 1970 | 902.995     | 933.811     | 96,7        | 107        | 100        | 7          | 8.439                     |         | 11        | 312       | 35         |
| 1976 | 716.129     | 753.811     | 95,0        | 87         | 87         |            | 8.231                     |         | 4         | 316       | 40         |
| 1980 | 825.000     | 868.000     | 95,0        | 102        | 99         | 3          | 8.088                     |         | 9         | 249       | 43         |
| 1990 | 1.497.000   | 1.613.000   | 92,8        | 113        | 110        | 3          | 13.247                    |         | 9         | 368       | 77         |
| 1999 | 2.181.890   | 2.302.680   | 94,8        | 135        | 129        | 6          | 16.162                    |         | 11        | 323       | 68         |
| 2000 | 2.193.400   | 2.312.000   | 94,9        | 136        | 130        | 6          | 16.127                    |         | 10        | 286       | 68         |
| 2001 | 2.215.974   | 2.334.578   | 94,9        | 139        | 134        | 5          | 15.942                    | 4       | 10        | 308       | 68         |
| 2002 | 2.238.368   | 2.356.972   | 95,0        | 135        | 130        | 5          | 16.580                    | 4       | 10        | 296       | 68         |
| 2003 | 2.255.557   | 2.374.162   | 95,0        | 151        | 146        | 5          | 14.937                    | 4       | 10        | 295       | 68         |
| 2004 | 2.273.722   | 2.392.171   | 95,0        | 154        | 149        | 5          | 14.764                    | 4       | 9         | 291       | 69         |
| 2006 | 2.319.038   | 2.401.453   | 96,6        | 154        | 149        | 5          | 15.058                    |         | 10        | 272       | 70         |
| 2013 | 1.843.920   | 2.149.479   | 85,8        | 178        | 175        | 3          | 10.359                    | 4       | 10        | 200       | 85         |
| 2016 | 1.881.423   | 2.231.818   | 84,3        | 187        | 181        | 6          | 10.061                    | 3       | 16        | 211       | 88         |
| 2019 | 1.938.677   | 2.302.500   | 84,2        | 181        | 177        | 4          | 10.710                    | 62      | 7         | 220       | 121        |
| 2021 | 1.797.415   | 2.296.414   | 78,3        | 180        | 173        | 7          | 9.985                     | 69      | 10        | 198       | 121        |
| 2023 | 1.814.167   | 2.296.414   | 79,0        | 183        | 177        | 6          | 9.913                     | 98      | 10        | 139       | 122        |